# Parafia św. Mateusza Ewangelisty w Dawidach Bankowych
Parafia pw. św. Mateusza Ewangelisty w Dawidach Bankowych – parafia rzymskokatolicka należąca do dekanatu raszyńskiego, archidiecezji warszawskiej, metropolii warszawskiej Kościoła katolickiego. Siedziba parafii mieści się w Dawidach Bankowych przy ulicy Miklaszewskiego. Obsługiwana przez księży archidiecezjalnych. 

## Historia
Parafię erygował kardynał Józef Glemp w dniu 12 czerwca 2001. 
W lipcu 2010 rozpoczęto wznoszenie nowego kościoła.

## Proboszczowie
Źródło:
- ks. Wojciech Pokrzywnicki (2001–2004)
- ks. Grzegorz Jasiński (2004–2009)
- ks. Grzegorz Jaszczyk (2009–2018)
- ks. Jarosław Szulc (od 2018)

## Zasięg parafii
Parafię wydzielono z terenów parafii: Świętych Apostołów Piotra i Pawła w Warszawie (Zamienie i Dawidy Bankowe) oraz parafii św. Szczepana w Raszynie. 
W granicach parafii znajdują się miejscowości: 
- Łady,
- Podolszyn Nowy,
- Podolszyn Stary
- Zamienie.

a także części miejscowości:
- Dawidy (od ulicy Baletowej to torów kolejowych),
- Dawidy Bankowe (ul. Starzyńskiego i ul. Miklaszewskiego)
- Nowe Falenty (ul. Droga Hrabska i ul. Grudzi)

W 2011 liczyła 1850 parafian.